# 2008년 8월
| 2008년: 1월 · 2월 · 3월 · 4월 · 5월 · 6월 · 7월 · 8월 · 9월 · 10월 · 11월 · 12월 |

| <           | 2008년 8월 | 2008년 8월 | 2008년 8월 | 2008년 8월 | 2008년 8월 | >       |
| 일          | 월         | 화         | 수         | 목         | 금         | 토      |
|             |            |            |            |            | 1 7.1 계유 | 2 갑술  |
| 3 을해      | 4 병자     | 5 정축     | 6 무인     | 7 기묘     | 8 경진     | 9 신사  |
| 10 임오     | 11 계미    | 12 갑신    | 13 을유    | 14 병술    | 15 정해    | 16 무자 |
| 17 기축     | 18 경인    | 19 신묘    | 20 임진    | 21 계사    | 22 갑오    | 23 을미 |
| 24 병신     | 25 정유    | 26 무술    | 27 기해    | 28 경자    | 29 신축    | 30 임인 |
| 31 8.1 계묘 |            |            |            |            |            |         |

| - 8월 4일 - 솔제니친 - 8월 10일 - 아이작 헤이즈 - 8월 20일 - 화궈펑 편집하기 |

## 2008년8월 29일
- 존 매케인 미국 공화당 대통령 후보는 자신의 부통령 후보(러닝메이트)로 세라 페일린 알래스카 주지사를 지명하였다.

## 2008년8월 27일
- 대한민국 국가정보원은 탈북 출신 여성을 군기밀 유출(국가보안법 위반 혐의)로 구속 기소했다고 밝혔다.

## 2008년8월 26일
- 러시아가 조지아 내 두 자치공화국인 남오세티야와 압하스 공화국의 독립을 승인한다고 발표했다.
- 필리핀에서 승합차가 빗길에 미끄러져 낭떠러지로 추락하는 교통사고가 발생해 한국인 승객 10명이 모두 사망하였다.

## 2008년8월 24일
- 중화인민공화국 베이징에서 열렸던 2008년 하계 올림픽이 폐회되었다.

- 이란의 아세만 항공 6895편 여객기가 키르기스스탄에서 이륙직후 추락, 탑승객 68명이 사망하였다.

## 2008년8월 23일
- 버락 오바마 미국 민주당 대통령 후보는 자신의 부통령 후보(러닝메이트)로 조 바이든 연방상원의원을 지명하였다.

## 2008년8월 22일
- 대한민국의 전 태권도 국가대표선수 문대성이 아시아인으로는 최초로 국제올림픽위원회 선수위원이 됐다.
- 국제올림픽위원회가 중국 체조 선수들의 나이 조작 의혹에 조사할 뜻을 밝혔다. (BBC)
- 이라크와 미국이 이라크내 미군 주둔 병력을 2011년께 철수하는 것에 합의했다.

## 2008년8월 21일
- 스페인 마드리드에서 스팬에어 5022편 여객기가 이륙하자마자 추락, 탑승객 153명이 사망하였다.

## 2008년8월 20일
- 자메이카 국가대표 육상 선수 우사인 볼트가 베이징 올림픽 남자 육상 200m 결승에서 19초30의 세계신기록을 세웠다.
- 서울특별시 은평구의 모 나이트클럽에서 화재 진압을 벌이던 소방관 3명이 사망하였다.

## 2008년8월 18일
- 러시아의 육상 선수인 옐레나 이신바예바가 베이징 올림픽 여자 장대높이뛰기 결승에서 5.05m의 세계신기록을 세우면서 우승하였다.
- 페르베즈 무샤라프 파키스탄 대통령이 전격 사임 의사를 밝혔다.

## 2008년8월 16일
- 대한민국 국가대표 역도 선수 장미란이 베이징 올림픽 여자 역도 +75kg에서 인상 140kg, 용상 186kg, 합계 326kg을 들어올리며 세 분야 모두 세계신기록을 경신하였다.
- 자메이카 국가대표 육상 선수 우사인 볼트가 베이징 올림픽 남자 육상 100m 결승에서 9초69의 세계신기록을 세웠다.

## 2008년8월 15일
- 네팔 초대 총리 선출을 위해 실시된 제헌의원 투표에서 프라찬다 네팔 공산당 의장이 승리했다.
- 러시아와 조지아 간 가 휴전협정안이 조인됐다.
- 미국과 폴란드가 미사일 방어 기지 협정에 합의함에 따라 러시아의 반발을 샀다.

## 2008년8월 14일
- 미합중국 대통령 조지 W. 부시가 조지아에 인도적 지원을 목적으로 군 수송기를 파견했으나 언론에서는 사실상 미합중국이 전쟁에 개입했다고 보도했다.

## 2008년8월 13일
- 조지아와 러시아가 유럽 연합의 순회의장국인 프랑스가 내놓은 평화안에 합의했다.

## 2008년8월 12일
- 강화 총기 탈취 사건의 피의자 조영국(36세)에게 항소심 법원이 사형을 선고한 원심을 파기하고 징역 15년을 선고하였다.

## 2008년8월 10일
- 중화인민공화국 신장 위구르 자치구의 쿠차에서 폭탄 테러가 일어나 8명이 사망했다.

## 2008년8월 8일
- 2008년 하계 올림픽(2008년 베이징 올림픽)이 2008년 8월 8일 8시 8분(현지 시각) 개회하였다.
- 한국방송공사 이사회가 정연주 사장에 대한 해임제청권을 의결했다. 하지만 적법성 등에 대한 논란이 해소되지를 않아 파장이 이어질 전망이다.
- 조지아와 남오세티야 간의 영토 분쟁으로 남오세티아 편의 러시아는 전투기를 이용하여 조지아의 바지아니 공군 기지를 폭격하였다.

## 2008년8월 5일
- 대한민국의 정당인 자유선진당과 창조한국당이 공동으로 원내교섭단체를 구성하는 데 합의했다.

## 2008년8월 4일
- 러시아의 노벨 문학상 수상 작가인 알렉산드르 솔제니친이 타계하였다.
- 중화인민공화국 신장 웨이우얼 자치구의 카슈가르에서 폭탄 테러가 발생하여 경찰 30여 명이 숨지거나 다쳤다.
- 임채진 검찰총장은 이명박 대통령의 부인 김윤옥의 사촌언니 김아무개의 공천 관련 금품수수 의혹사건을 철저히 수사하라고 지시했다.
- 신지애가 브리티시여자오픈에서 최연소 우승을 하였다.
- 미국의 보수 논객 로버크 노박이 신병을 이유로, 45년 동안의 언론 기고 활동을 은퇴한다고 발표했다.

## 2008년8월 3일
- 인도 히마찰프라데시 주의 나이나 데비 사원에서 축제에 참가한 순례객 145명 이상이 압사하는 사고가 일어났다.

## 2008년8월 1일
- 대한민국 국방부가 “시중의 23권의 책을 불온서적으로 지정, 군내 반입금지와 회수 조치를 취한 것”에 대해, 한국작가회의는 성명을 통해 “지적 선택의 자유조차 통제하겠다”라는 “희극적 발상”이라고 비판했다.
- 인도 안드라프라데시 주의 달리던 열차에서 화재가 발생, 최소 32명이 숨지고 8명이 다쳤다고 인도 정부가 밝혔다.